# سباق طواف فرنسا 2014
سباق طواف فرنسا 2014 هي الدورة 101 من سلسلة سباقات طواف فرنسا. بدأ السباق بتاريخ 5 يونيو وسيختتم في 27 يوليو 2014 على 21 مراحل. إنطلق من مدينة ليدز البريطانية.

## الميداليات
| ذهب                       | فضة                      | برونز             |
| فينتشنزو نيبالي - إيطاليا | جان كريستوف بيرو - فرنسا | تيبو بينو - فرنسا |